# Rəsullu (Daşkəsən)
Rəsullu è un comune dell'Azerbaigian situato nel distretto di Daşkəsən.